# Городская поликлиника (Элиста)
Городская поликлиника — памятник архитектуры, находящийся в Элисте, Калмыкия.
Здание городской поликлиники было построено в 1938 году. Автор здания — калмыцкий архитектор С. А. Хазыков.
7 мая 2009 года здание городской поликлиники было внесено в реестр объектов культурного наследия Республики Калмыкия (№ 289).
Здание является переходной формой от конструктивизма к новому стилю, что подчёркивает строгая симметричность и декоративные элементы главного фасада. Конструктивистские элементы остались только на боковых крыльях здания в виде круглых и прямоугольных декоративных элементов.